# کلازینافین
کلازینافین (به هلندی: Klazienaveen) یک منطقهٔ مسکونی در هلند است که در امن واقع شده‌است. کلازینافین ۱۱٫۹۱۹ نفر جمعیت دارد.